# Sipkay Barna
Sipkay Barna (Nyíregyháza, 1927. július 10. – Nyíregyháza, 1968. január 28.) József Attila-díjas (1967) magyar író, újságíró.

## Életpályája
Általános és középiskolai tanulmányait Nyíregyházán végezte el. Ezután a Kossuth Lajos Tudományegyetem hallgatója volt, de diplomát nem szerzett. 1948–1954 között üzemi statisztikusként dolgozott szülővárosában. 1954-től a Kelet-Magyarország című lap munkatársa és olvasószerkesztője volt.

## Művei
- Az új erdész (mese, 1956)
- Gesztenyék (novella, 1963)
- A világ peremén (dráma, 1963)
- Messzi harangszó (kisregény, 1963, 1988)
- Hajnali hinta (novellák, 1964)
- Határtalan élet (regény, 1964)
- Gyűlölet, éjszaka, szerelem (novellák, kisregények, 1965)
- Boldogtalan boldogság (regény, 1966)
- Nincs többé férfi (1967)
- Nyakamban az élet (regény, 1968, csehül: 1973, németül: 1976)
- Rágalom (regény, 1968)
- Valaki a ködben (elbeszélés, 1969)

## Díjai
- SZOT-díj (1965)
- József Attila-díj (1967)

## Emlékezete
- 1971-ben emléktáblát avattak a Kelet-Magyarország szerkesztőségének falán.
- 1989-ben a nyíregyházi Kereskedelmi és Vendég‐látóipari Szakközépiskola felvette nevét.
- 1990-ben a róla elnevezett szakközépiskolában felavatták mellszobrát (Nagy Lajos Imre szobrászművész alkotása).[2]
- 1990-ben megalakult a Sipkay Barna Baráti Társaság.